# St. Agatha auf der Wiese

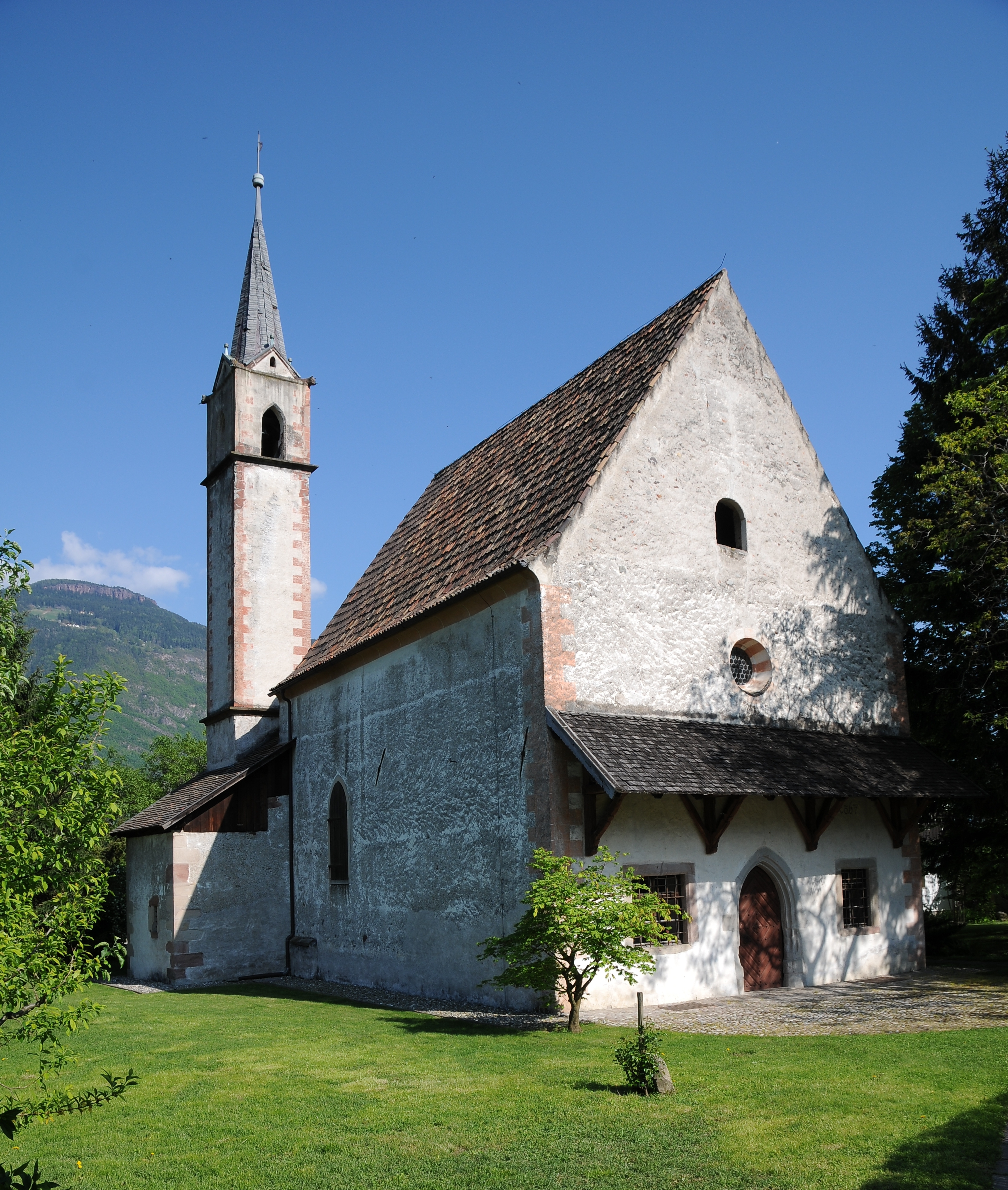
St. Agatha auf der Wiese

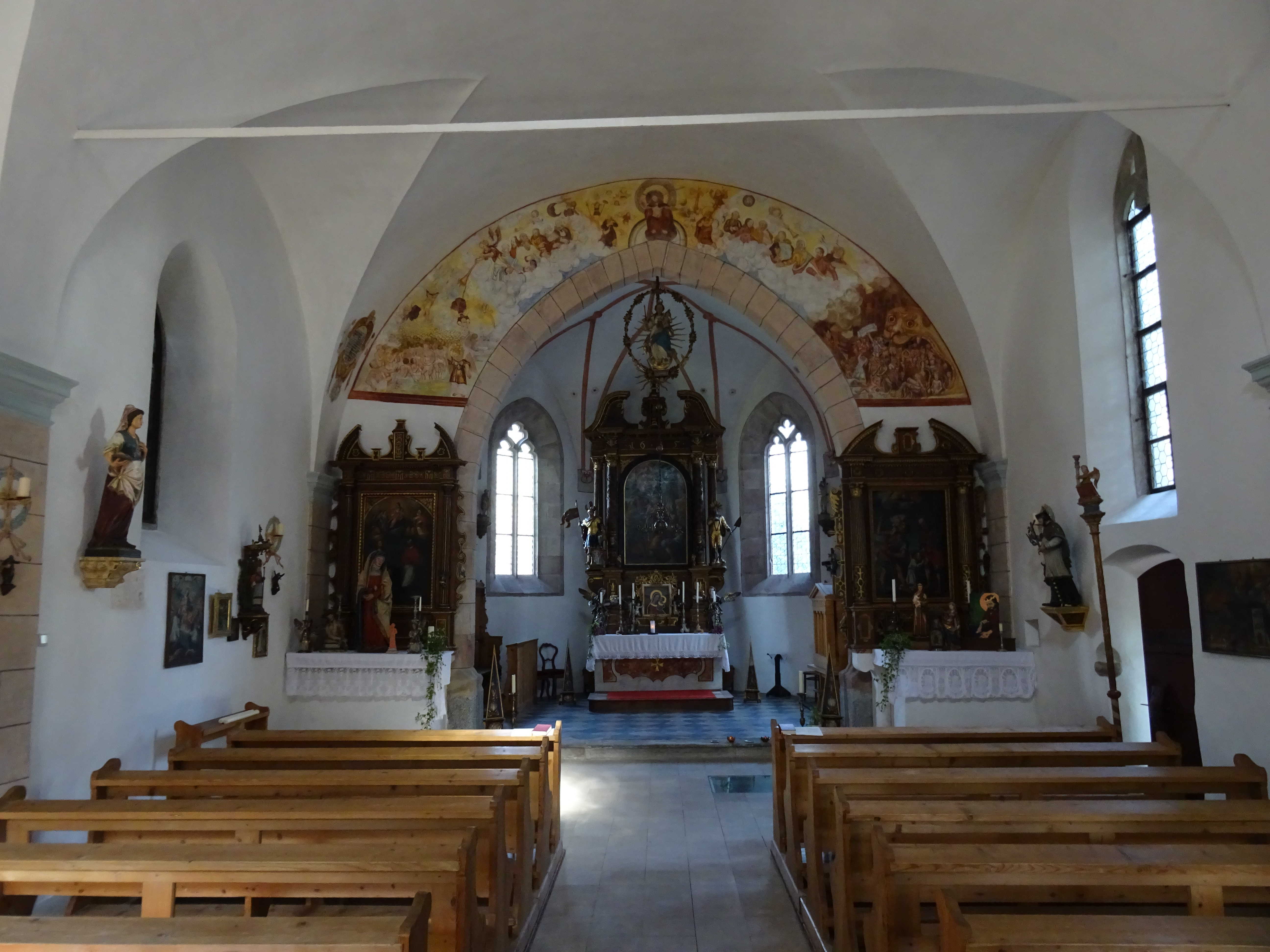
Innenraum

St. Agatha auf der Wiese ist eine ehemalige Wallfahrtskirche in Mitterlana, einem Ortsteil der Marktgemeinde Lana in Südtirol.

## Geschichte
Der ursprüngliche Zweck der Kirche außerhalb des Ortes ist nicht bekannt. Bei den Ausgrabungen von 1990 wurde eine romanische Apsis sowie Reste hochgotischer Malereien freigelegt. Die erste Kirche an der Stelle war vermutlich eine Eigenkirche aus dem 7. bis 8. Jahrhundert, die jedoch archäologisch nicht nachgewiesen ist. Die romanische Kirche wurde 1269/70 in einem Urbarium des Klosters Weingarten erstmals erwähnt, 1306 nennt auch das örtliche Pfarrarchiv erstmals das Gotteshaus. Laut einer Überlieferung wütete im Jahre 1347 in Meran eine Feuersbrunst, weshalb die Meraner Bürger gelobten einen alljährlichen Bittgang zur Kirche zu leisten. In Folge entwickelte sich zur Kirche eine rege Wallfahrt.
Die Neuweihe einer spätromanischen Kirche mit bemalter Rundapsis auf die Schutzpatronin der Feuersbrünste, der hl. Agatha, erfolgte 1400/40 durch den Weihbischof von Trient Vitalis. Der aktuelle Chor und Turm wurden um 1520 errichtet. Das Langhaus stammt von 1615. Die Jahreszahl 1631 über dem Eingangsportal weist auf einen Umbau in dieser Zeit hin. Im Zuge der Josephinischen Reformen wurde die Kirche 1786 geschlossen, was dem Pilgerstrom keinen Abbruch tat. Darauf erfolgte ihr Verkauf an Privatiere. Eine Wallfahrts-Prozession fand zum letzten Mal 1954 statt. Seit dem 3. August 1979 steht die Kirche in der Liste der staatlichen Baudenkmäler. In jüngerer Zeit erfolgte eine Sanierung.

## Ausstattung
Der Innenraum ist im Stil des Frühbarock gestaltet. Der Chor ist mit einem gotischen Netzrippengewölbe versehen. Die Triumphbogenfresken stammen aus dem 16. Jahrhundert. Das Hochaltarbild aus dem Jahre 1635 schuf der Maler Paul Honegger und die Bilder der Seitenaltäre Horatio Giovanelli.